# بار مؤثر هسته
بار مؤثر هسته (به انگلیسی: Effective nuclear charge) ((معمولا با نماد {\displaystyle Z_{\mathrm {eff} }}  یا {\displaystyle Z^{\ast }})) بخشی از بار مثبت هسته است که یک الکترون با توجه به اثر پوششی دیگر الکترون‌ها احساس می‌کند.
اصطلاح «مؤثر» زمانی به کار می‌رود که اثر پوششی الکترونهای با بار منفی مانع از آن شود که الکترونهای اوربیتال اتمی بالاتر از بارگیری کامل هسته استفاده کنند. دلیل این موضوع به اثر دافعه الکترون‌های لایه داخلی بر می گردد. 
در واقع، بار موثر هسته معیاری است که با آن اندرکنش الکتروستاتیک میان بار منفی الکترون ها و بار مثبت پرتون ها اندازه گیری می شود.
بار الکتریکی هسته ای مؤثر توسط الکترون را بار اصلی می‌نامند. می‌توان قدرت بار هسته ای را با عدد اکسایش اتم تعیین کرد.

## محاسبات
در اتم با یک الکترون، این الکترون بار مثبت هسته اتم را تجربه می‌کند. در این حالت، بار هسته ای مؤثر می‌تواند از قانون کولن محاسبه شود.
شکل پایه‌ای قانون کولن توصیف می‌کند که بارهای هم‌نام همدیگر را دفع، و بارهای ناهم‌نام همدیگر را جذب می‌کنند. شکل اسکالری قانون کولن تنها بزرگی نیروی بین دو بار الکتریکی نقطه‌ای را بیان می‌کند. بزرگی نیروی الکترواستاتیکی (F) از رابطه زیر بدست می‌آید:
با این حال، در اتم با الکترون‌های زیاد، الکترون‌های بیرونی به‌طور همزمان به دلیل الکترون‌خواهی] توسط الکترونهایی با بار منفی دفع می‌شوند. بار هسته ای مؤثر در چنین حالتی توسط معادله زیر آورده شده‌است:
{\displaystyle Z_{\mathrm {eff} }=Z-S}
جایی که
 Z تعداد پروتون در هسته ([[[تعداد مجاز]]) است، و
 Sتعداد الکترون‌های غیر والانس است.
 S 'را می‌توان با استفاده «قوانین اسلاتر» (معروف به جان سی اسلیتر شناخته می‌شود) یافت.
داگلاس هارتری بار مؤثر هسته "Z" یک اوربیتال را با استفاده از روش هارتری-فاک اینگونه تعریف کرد:
{\displaystyle Z_{\mathrm {eff} }={\frac {\langle r\rangle _{\rm {H}}}{\langle r\rangle _{Z}}}}
جایی که
{\displaystyle \langle r\rangle _{\rm {H}}}میانگین شعاع مداری برای هیدروژن است، و
{\displaystyle \langle r\rangle _{Z}} متوسط شعاع مداری برای پیکربندی پروتون با بار هسته ای "Z" است.

## مقدار عددی
مقادیر عددی بار مؤثر هسته توسط کلمنتیو همکاران در سال ۱۹۶۳ و ۱۹۶۷ ارائه شده‌است. .
|    | H      |        |        |        |        |        |        |        |        |         |        |        |        |        |        |        |        | He     |
| Z  | 1      |        |        |        |        |        |        |        |        |         |        |        |        |        |        |        |        | ۲      |
| 1s | ۱٫۰۰۰  |        |        |        |        |        |        |        |        |         |        |        |        |        |        |        |        | ۱٫۶۸۸  |
|    | Li     | Be     |        |        |        |        |        |        |        |         |        |        | B      | C      | N      | O      | F      | Ne     |
| Z  | 3      | ۴      |        |        |        |        |        |        |        |         |        |        | ۵      | ۶      | ۷      | ۸      | ۹      | ۱۰     |
| 1s | ۲٫۶۹۱  | ۳٫۶۸۵  |        |        |        |        |        |        |        |         |        |        | ۴٫۶۸۰  | ۵٫۶۷۳  | ۶٫۶۶۵  | ۷٫۶۵۸  | ۸٫۶۵۰  | ۹٫۶۴۲  |
| 2s | ۱٫۲۷۹  | ۱٫۹۱۲  |        |        |        |        |        |        |        |         |        |        | ۲٫۵۷۶  | ۳٫۲۱۷  | ۳٫۸۴۷  | ۴٫۴۹۲  | ۵٫۱۲۸  | ۵٫۷۵۸  |
| 2p |        |        |        |        |        |        |        |        |        |         |        |        | ۲٫۴۲۱  | ۳٫۱۳۶  | ۳٫۸۳۴  | ۴٫۴۵۳  | ۵٫۱۰۰  | ۵٫۷۵۸  |
|    | Na     | Mg     |        |        |        |        |        |        |        |         |        |        | Al     | Si     | P      | S      | Cl     | Ar     |
| Z  | 11     | ۱۲     |        |        |        |        |        |        |        |         |        |        | ۱۳     | ۱۴     | ۱۵     | ۱۶     | ۱۷     | ۱۸     |
| 1s | ۱۰٫۶۲۶ | ۱۱٫۶۰۹ |        |        |        |        |        |        |        |         |        |        | ۱۲٫۵۹۱ | ۱۳٫۵۷۵ | ۱۴٫۵۵۸ | ۱۵٫۵۴۱ | ۱۶٫۵۲۴ | ۱۷٫۵۰۸ |
| 2s | ۶٫۵۷۱  | ۷٫۳۹۲  |        |        |        |        |        |        |        |         |        |        | ۸٫۲۱۴  | ۹٫۰۲۰  | ۹٫۸۲۵  | ۱۰٫۶۲۹ | ۱۱٫۴۳۰ | ۱۲٫۲۳۰ |
| 2p | ۶٫۸۰۲  | ۷٫۸۲۶  |        |        |        |        |        |        |        |         |        |        | ۸٫۹۶۳  | ۹٫۹۴۵  | ۱۰٫۹۶۱ | ۱۱٫۹۷۷ | ۱۲٫۹۹۳ | ۱۴٫۰۰۸ |
| 3s | ۲٫۵۰۷  | ۳٫۳۰۸  |        |        |        |        |        |        |        |         |        |        | ۴٫۱۱۷  | ۴٫۹۰۳  | ۵٫۶۴۲  | ۶٫۳۶۷  | ۷٫۰۶۸  | ۷٫۷۵۷  |
| 3p |        |        |        |        |        |        |        |        |        |         |        |        | ۴٫۰۶۶  | ۴٫۲۸۵  | ۴٫۸۸۶  | ۵٫۴۸۲  | ۶٫۱۱۶  | ۶٫۷۶۴  |
|    | K      | Ca     | Sc     | Ti     | V      | Cr     | Mn     | Fe     | Co     | Ni      | Cu     | Zn     | Ga     | Ge     | As     | Se     | Br     | Kr     |
| Z  | 19     | ۲۰     | ۲۱     | ۲۲     | ۲۳     | ۲۴     | ۲۵     | ۲۶     | ۲۷     | ۲۸      | ۲۹     | ۳۰     | ۳۱     | ۳۲     | ۳۳     | ۳۴     | ۳۵     | ۳۶     |
| 1s | ۱۸٫۴۹۰ | ۱۹٫۴۷۳ | ۲۰٫۴۵۷ | ۲۱٫۴۴۱ | ۲۲٫۴۲۶ | ۲۳٫۴۱۴ | ۲۴٫۳۹۶ | ۲۵٫۳۸۱ | ۲۶٫۳۶۷ | ۲۷٫۳۵۳  | ۲۸٫۳۳۹ | ۲۹٫۳۲۵ | ۳۰٫۳۰۹ | ۳۱٫۲۹۴ | ۳۲٫۲۷۸ | ۳۳٫۲۶۲ | ۳۴٫۲۴۷ | ۳۵٫۲۳۲ |
| 2s | ۱۳٫۰۰۶ | ۱۳٫۷۷۶ | ۱۴٫۵۷۴ | ۱۵٫۳۷۷ | ۱۶٫۱۸۱ | ۱۶٫۹۸۴ | ۱۷٫۷۹۴ | ۱۸٫۵۹۹ | ۱۹٫۴۰۵ | ۲۰٫۲۱۳  | ۲۱٫۰۲۰ | ۲۱٫۸۲۸ | ۲۲٫۵۹۹ | ۲۳٫۳۶۵ | ۲۴٫۱۲۷ | ۲۴٫۸۸۸ | ۲۵٫۶۴۳ | ۲۶٫۳۹۸ |
| 2p | ۱۵٫۰۲۷ | ۱۶٫۰۴۱ | ۱۷٫۰۵۵ | ۱۸٫۰۶۵ | ۱۹٫۰۷۳ | ۲۰٫۰۷۵ | ۲۱٫۰۸۴ | ۲۲٫۰۸۹ | ۲۳٫۰۹۲ | ۲۴٫۰۹۵  | ۲۵٫۰۹۷ | ۲۶٫۰۹۸ | ۲۷٫۰۹۱ | ۲۸٫۰۸۲ | ۲۹٫۰۷۴ | ۳۰٫۰۶۵ | ۳۱٫۰۵۶ | ۳۲٫۰۴۷ |
| 3s | ۸٫۶۸۰  | ۹٫۶۰۲  | ۱۰٫۳۴۰ | ۱۱٫۰۳۳ | ۱۱٫۷۰۹ | ۱۲٫۳۶۸ | ۱۳٫۰۱۸ | ۱۳٫۶۷۶ | ۱۴٫۳۲۲ | ۱۴٫۹۶۱  | ۱۵٫۵۹۴ | ۱۶٫۲۱۹ | ۱۶٫۹۹۶ | ۱۷٫۷۹۰ | ۱۸٫۵۹۶ | ۱۹٫۴۰۳ | ۲۰٫۲۱۹ | ۲۱٫۰۳۳ |
| 3p | ۷٫۷۲۶  | ۸٫۶۵۸  | ۹٫۴۰۶  | ۱۰٫۱۰۴ | ۱۰٫۷۸۵ | ۱۱٫۴۶۶ | ۱۲٫۱۰۹ | ۱۲٫۷۷۸ | ۱۳٫۴۳۵ | ۱۴٫۰۸۵  | ۱۴٫۷۳۱ | ۱۵٫۳۶۹ | ۱۶٫۲۰۴ | ۱۷٫۰۱۴ | ۱۷٫۸۵۰ | ۱۸٫۷۰۵ | ۱۹٫۵۷۱ | ۲۰٫۴۳۴ |
| 4s | ۳٫۴۹۵  | ۴٫۳۹۸  | ۴٫۶۳۲  | ۴٫۸۱۷  | ۴٫۹۸۱  | ۵٫۱۳۳  | ۵٫۲۸۳  | ۵٫۴۳۴  | ۵٫۵۷۶  | ۵٫۷۱۱   | ۵٫۸۴۲  | ۵٫۹۶۵  | ۷٫۰۶۷  | ۸٫۰۴۴  | ۸٫۹۴۴  | ۹٫۷۵۸  | ۱۰٫۵۵۳ | ۱۱٫۳۱۶ |
| 3d |        |        | ۷٫۱۲۰  | ۸٫۱۴۱  | ۸٫۹۸۳  | ۹٫۷۵۷  | ۱۰٫۵۲۸ | ۱۱٫۱۸۰ | ۱۱٫۸۵۵ | ۱۲٫۵۳۰  | ۱۳٫۲۰۱ | ۱۳٫۸۷۸ | ۱۵٫۰۹۳ | ۱۶٫۲۵۱ | ۱۷٫۳۷۸ | ۱۸٫۴۷۷ | ۱۹٫۵۵۹ | ۲۰٫۶۲۶ |
| 4p |        |        |        |        |        |        |        |        |        |         |        |        | ۶٫۲۲۲  | ۶٫۷۸۰  | ۷٫۴۴۹  | ۸٫۲۸۷  | ۹٫۰۲۸  | ۹٫۳۳۸  |
|    | Rb     | Sr     | Y      | Zr     | Nb     | Mo     | Tc     | Ru     | Rh     | Pd      | Ag     | Cd     | In     | Sn     | Sb     | Te     | I      | Xe     |
| Z  | 37     | ۳۸     | ۳۹     | ۴۰     | ۴۱     | ۴۲     | ۴۳     | ۴۴     | ۴۵     | ۴۶      | ۴۷     | ۴۸     | ۴۹     | ۵۰     | ۵۱     | ۵۲     | ۵۳     | ۵۴     |
| 1s | ۳۶٫۲۰۸ | ۳۷٫۱۹۱ | ۳۸٫۱۷۶ | ۳۹٫۱۵۹ | ۴۰٫۱۴۲ | ۴۱٫۱۲۶ | ۴۲٫۱۰۹ | ۴۳٫۰۹۲ | ۴۴٫۰۷۶ | ۴۵٫۰۵۹  | ۴۶٫۰۴۲ | ۴۷٫۰۲۶ | ۴۸٫۰۱۰ | ۴۸٫۹۹۲ | ۴۹٫۹۷۴ | ۵۰٫۹۵۷ | ۵۱٫۹۳۹ | ۵۲٫۹۲۲ |
| 2s | ۲۷٫۱۵۷ | ۲۷٫۹۰۲ | ۲۸٫۶۲۲ | ۲۹٫۳۷۴ | ۳۰٫۱۲۵ | ۳۰٫۸۷۷ | ۳۱٫۶۲۸ | ۳۲٫۳۸۰ | ۳۳٫۱۵۵ | ۳۳٫۸۸۳  | ۳۴٫۶۳۴ | ۳۵٫۳۸۶ | ۳۶٫۱۲۴ | ۳۶٫۸۵۹ | ۳۷٫۵۹۵ | ۳۸٫۳۳۱ | ۳۹٫۰۶۷ | ۳۹٫۸۰۳ |
| 2p | ۳۳٫۰۳۹ | ۳۴٫۰۳۰ | ۳۵٫۰۰۳ | ۳۵٫۹۹۳ | ۳۶٫۹۸۲ | ۳۷٫۹۷۲ | ۳۸٫۹۴۱ | ۳۹٫۹۵۱ | ۴۰٫۹۴۰ | ۴۱٫۹۳۰  | ۴۲٫۹۱۹ | ۴۳٫۹۰۹ | ۴۴٫۸۹۸ | ۴۵٫۸۸۵ | ۴۶٫۸۷۳ | ۴۷٫۸۶۰ | ۴۸٫۸۴۷ | ۴۹٫۸۳۵ |
| 3s | ۲۱٫۸۴۳ | ۲۲٫۶۶۴ | ۲۳٫۵۵۲ | ۲۴٫۳۶۲ | ۲۵٫۱۷۲ | ۲۵٫۹۸۲ | ۲۶٫۷۹۲ | ۲۷٫۶۰۱ | ۲۸٫۴۳۹ | ۲۹٫۲۲۱  | ۳۰٫۰۳۱ | ۳۰٫۸۴۱ | ۳۱٫۶۳۱ | ۳۲٫۴۲۰ | ۳۳٫۲۰۹ | ۳۳٫۹۹۸ | ۳۴٫۷۸۷ | ۳۵٫۵۷۶ |
| 3p | ۲۱٫۳۰۳ | ۲۲٫۱۶۸ | ۲۳٫۰۹۳ | ۲۳٫۸۴۶ | ۲۴٫۶۱۶ | ۲۵٫۴۷۴ | ۲۶٫۳۸۴ | ۲۷٫۲۲۱ | ۲۸٫۱۵۴ | ۲۹٫۰۲۰  | ۲۹٫۸۰۹ | ۳۰٫۶۹۲ | ۳۱٫۵۲۱ | ۳۲٫۳۵۳ | ۳۳٫۱۸۴ | ۳۴٫۰۰۹ | ۳۴٫۸۴۱ | ۳۵٫۶۶۸ |
| 4s | ۱۲٫۳۸۸ | ۱۳٫۴۴۴ | ۱۴٫۲۶۴ | ۱۴٫۹۰۲ | ۱۵٫۲۸۳ | ۱۶٫۰۹۶ | ۱۷٫۱۹۸ | ۱۷٫۶۵۶ | ۱۸٫۵۸۲ | ۱۸٫۹۸۶  | ۱۹٫۸۶۵ | ۲۰٫۸۶۹ | ۲۱٫۷۶۱ | ۲۲٫۶۵۸ | ۲۳٫۵۴۴ | ۲۴٫۴۰۸ | ۲۵٫۲۹۷ | ۲۶٫۱۷۳ |
| 3d | ۲۱٫۶۷۹ | ۲۲٫۷۲۶ | ۲۵٫۳۹۷ | ۲۵٫۵۶۷ | ۲۶٫۲۴۷ | ۲۷٫۲۲۸ | ۲۸٫۳۵۳ | ۲۹٫۳۵۹ | ۳۰٫۴۰۵ | ۳۱٫۴۵۱  | ۳۲٫۵۴۰ | ۳۳٫۶۰۷ | ۳۴٫۶۷۸ | ۳۵٫۷۴۲ | ۳۶٫۸۰۰ | ۳۷٫۸۳۹ | ۳۸٫۹۰۱ | ۳۹٫۹۴۷ |
| 4p | ۱۰٫۸۸۱ | ۱۱٫۹۳۲ | ۱۲٫۷۴۶ | ۱۳٫۴۶۰ | ۱۴٫۰۸۴ | ۱۴٫۹۷۷ | ۱۵٫۸۱۱ | ۱۶٫۴۳۵ | ۱۷٫۱۴۰ | ۱۷٫۷۲۳  | ۱۸٫۵۶۲ | ۱۹٫۴۱۱ | ۲۰٫۳۶۹ | ۲۱٫۲۶۵ | ۲۲٫۱۸۱ | ۲۳٫۱۲۲ | ۲۴٫۰۳۰ | ۲۴٫۹۵۷ |
| 5s | 4.985  | 6.071  | 6.256  | 6.446  | 5.921  | 6.106  | 7.227  | 6.485  | 6.640  | (empty) | ۶٫۷۵۶  | ۸٫۱۹۲  | ۹٫۵۱۲  | ۱۰٫۶۲۹ | ۱۱٫۶۱۷ | ۱۲٫۵۳۸ | ۱۳٫۴۰۴ | ۱۴٫۲۱۸ |
| 4d |        |        | ۱۵٫۹۵۸ | ۱۳٫۰۷۲ | ۱۱٫۲۳۸ | ۱۱٫۳۹۲ | ۱۲٫۸۸۲ | ۱۲٫۸۱۳ | ۱۳٫۴۴۲ | ۱۳٫۶۱۸  | ۱۴٫۷۶۳ | ۱۵٫۸۷۷ | ۱۶٫۹۴۲ | ۱۷٫۹۷۰ | ۱۸٫۹۷۴ | ۱۹٫۹۶۰ | ۲۰٫۹۳۴ | ۲۱٫۸۹۳ |
| 5p |        |        |        |        |        |        |        |        |        |         |        |        | ۸٫۴۷۰  | ۹٫۱۰۲  | ۹٫۹۹۵  | ۱۰٫۸۰۹ | ۱۱٫۶۱۲ | ۱۲٫۴۲۵ |